# Typasius z Tigavy
Svatý Typasius z Tigavy († 3. století) byl římský voják a mučedník.

## Hagiografie
Narodil se v Tigavě v dnešním Alžírsku.
Byl římským vojákem, který se po propuštění rozhodl stát poustevníkem. Během pronásledování křesťanů za císaře Maximiana byl povolán do zbraně. Odmítl nosit vojenské odznaky (symboly věrnosti císaři a pohanských bohů), za což byl nahlášen úřadům, nucen obětovat pohanským bohům, což odmítl a odsouzen k trestu smrti. Byl sťat v Tigavě roku 297 nebo 298.
Jeho svátek je připomínán 11. ledna.